# Slingerz FC
El Slingerz FC es un equipo de fútbol de Guyana que juega en la GFF Elite League, la máxima categoría de fútbol en el país.

## Historia
Fue fundado en el año 2013 en la ciudad de Vergenoegen y en sus primeros años formó parte de la West Demerara Senior League, una de las muchas ligas regionales que existen en Guyana y nunca pudo clasificar a la GFF Superliga, la anterior primera división del fútbol en Guyana
El club fue exitoso en otras competiciones locales, principalmente en torneos de carácter menor.
En el año 2015 el club fue seleccionado como uno de los equipos fundadores de la GFF Elite League, la nueva primera división de Guyana, para la temporada 2015/16, liga de la cual salió campeón en su temporada inaugural.

## Palmarés

### Liga
- GFF Elite League (1):[3] 2015/16
- West Demerara Senior League (1):[4] 2013

### Copa
- Guyana Mayors Cup (1):[5] 2015
- GFA Banks Beer Knockout Tournament (1):[4] 2013–14